# Biomolecules & Therapeutics
Biomolecules & Therapeutics, abgekürzt Biomol. & Ther., ist eine wissenschaftliche Fachzeitschrift, die von der südkoreanischen Gesellschaft für angewandte Pharmakologie veröffentlicht wird. Die Zeitschrift wurde unter dem Namen Journal of Applied Pharmacology gegründet, erhielt im Jahr 2008 den derzeitigen Namen und erscheint mit vier Ausgaben im Jahr. Es werden Arbeiten veröffentlicht, die sich mit der Entwicklung und Anwendung neuartiger Therapiekonzepte beschäftigen.
Der Impact Factor lag im Jahr 2014 bei 1,727. Nach der Statistik des ISI Web of Knowledge wird das Journal mit diesem Impact Factor in der Kategorie Pharmakologie und Pharmazie an 166. Stelle von 254 Zeitschriften geführt.